# Breitenau (Niederösterreich)
Breitenau ist eine Gemeinde mit 1558 Einwohnern (Stand 1. Jänner 2025) im Bezirk Neunkirchen in Niederösterreich.

## Geografie
Breitenau liegt im Steinfeld im niederösterreichischen Industrieviertel etwa fünf Kilometer östlich von Neunkirchen. Die Grenze im Süden bildet die Schwarza in 330 Meter über dem Meer. Durch den Ort Breitenau fließt der Kehrbach, der bei Neunkirchen von der Schwarza abgezweigt wird. Nach Norden steigt das Land bewaldet bis zur Neunkirchner Allee auf 350 Meter an. Die Gemeindegrenze im Norden bildet die Südbahn.
Die Fläche der Gemeinde umfasst zehn Quadratkilometer. Davon sind 42 Prozent bewaldet, vierzig Prozent sind landwirtschaftliche Nutzfläche.

### Gemeindegliederung
Es existieren keine weiteren Katastralgemeinden außer Breitenau. Breitenau ist auch die einzige Ortschaft (in älterer Form Breitenau am Steinfelde).

### Nachbargemeinden
|             | St. Egyden am Steinfeld                     | Wiener Neustadt        |
| Neunkirchen | Kompassrose, die auf Nachbargemeinden zeigt | Schwarzau am Steinfeld |
|             | Natschbach-Loipersbach                      |                        |

## Geschichte
Im Altertum war das Gebiet Teil der Provinz Noricum.
Im Jahr 1822 wurde der Ort als Dorf mit 38 Häusern genannt, das nach Schwarzau am Steinfeld eingepfarrt war, wohin auch die Kinder eingeschult wurden. Die Herrschaft Frohsdorf besaß die Ortsobrigkeit und besorgte die Konskription. Die Landgerichtsbarkeit wurde vom Magistrat Wiener Neustadt ausgeübt. Die Untertanen und Grundholde des Ortes gehörten den Herrschaften Frohsdorf, Seebenstein und Pfarre Prigglitz. Laut Adressbuch von Österreich waren im Jahr 1938 in der Ortsgemeinde Breitenau ein Altwarenhändler, eine Auskunftei, ein Taxiunternehmer, zwei Bäcker, ein Buchhändler, ein Fleischer, eine Friseurin, ein Fuhrwerker, zwei Gastwirte, fünf Gemischtwarenhändler, ein Maler, ein Marktfahrer, drei Mosthändler, ein Schlosser, ein Schmied, ein Schneider, zwei Schuster, zwei Tischler, zwei Trafikanten, ein Wagner und ein Zimmermeister ansässig. Weiters gab es im Ort eine Zellulosefabrik samt Elektrizitätswerk und eine Buntpapierfabrik der Leykam-Josefsthal AG.

### Bevölkerungsentwicklung
Die Zunahme der Einwohnerzahl in den letzten Jahrzehnten erfolgte bei einer ausgeglichenen Geburtenbilanz wegen einer starken Zuwanderung.
| Breitenau: Einwohnerzahlen von 1869 bis 2025        | Breitenau: Einwohnerzahlen von 1869 bis 2025 | Breitenau: Einwohnerzahlen von 1869 bis 2025 | Breitenau: Einwohnerzahlen von 1869 bis 2025 | Breitenau: Einwohnerzahlen von 1869 bis 2025 |
| --------------------------------------------------- | -------------------------------------------- | -------------------------------------------- | -------------------------------------------- | -------------------------------------------- |
| Jahr                                                |                                              |                                              |                                              | Einwohner                                    |
| 1869                                                | 1869                                         |                                              | 448                                          | 448                                          |
| 1880                                                | 1880                                         |                                              | 501                                          | 501                                          |
| 1890                                                | 1890                                         |                                              | 639                                          | 639                                          |
| 1900                                                | 1900                                         |                                              | 746                                          | 746                                          |
| 1910                                                | 1910                                         |                                              | 895                                          | 895                                          |
| 1923                                                | 1923                                         |                                              | 893                                          | 893                                          |
| 1934                                                | 1934                                         |                                              | 1.043                                        | 1.043                                        |
| 1939                                                | 1939                                         |                                              | 999                                          | 999                                          |
| 1951                                                | 1951                                         |                                              | 966                                          | 966                                          |
| 1961                                                | 1961                                         |                                              | 966                                          | 966                                          |
| 1971                                                | 1971                                         |                                              | 1.047                                        | 1.047                                        |
| 1981                                                | 1981                                         |                                              | 1.050                                        | 1.050                                        |
| 1991                                                | 1991                                         |                                              | 1.160                                        | 1.160                                        |
| 2001                                                | 2001                                         |                                              | 1.244                                        | 1.244                                        |
| 2011                                                | 2011                                         |                                              | 1.408                                        | 1.408                                        |
| 2021                                                | 2021                                         |                                              | 1.560                                        | 1.560                                        |
| 2025                                                | 2025                                         |                                              | 1.558                                        | 1.558                                        |
| Quelle(n): Statistik Austria, Gebietsstand 1.1.2021 |                                              |                                              |                                              |                                              |

### Religion
Nach den Daten der Volkszählung 2001 sind 82,2 % der Einwohner römisch-katholisch und 2,7 % evangelisch, 4,2 % sind Muslime, 9,7 % der Bevölkerung haben kein religiöses Bekenntnis.

## Kultur und Sehenswürdigkeiten

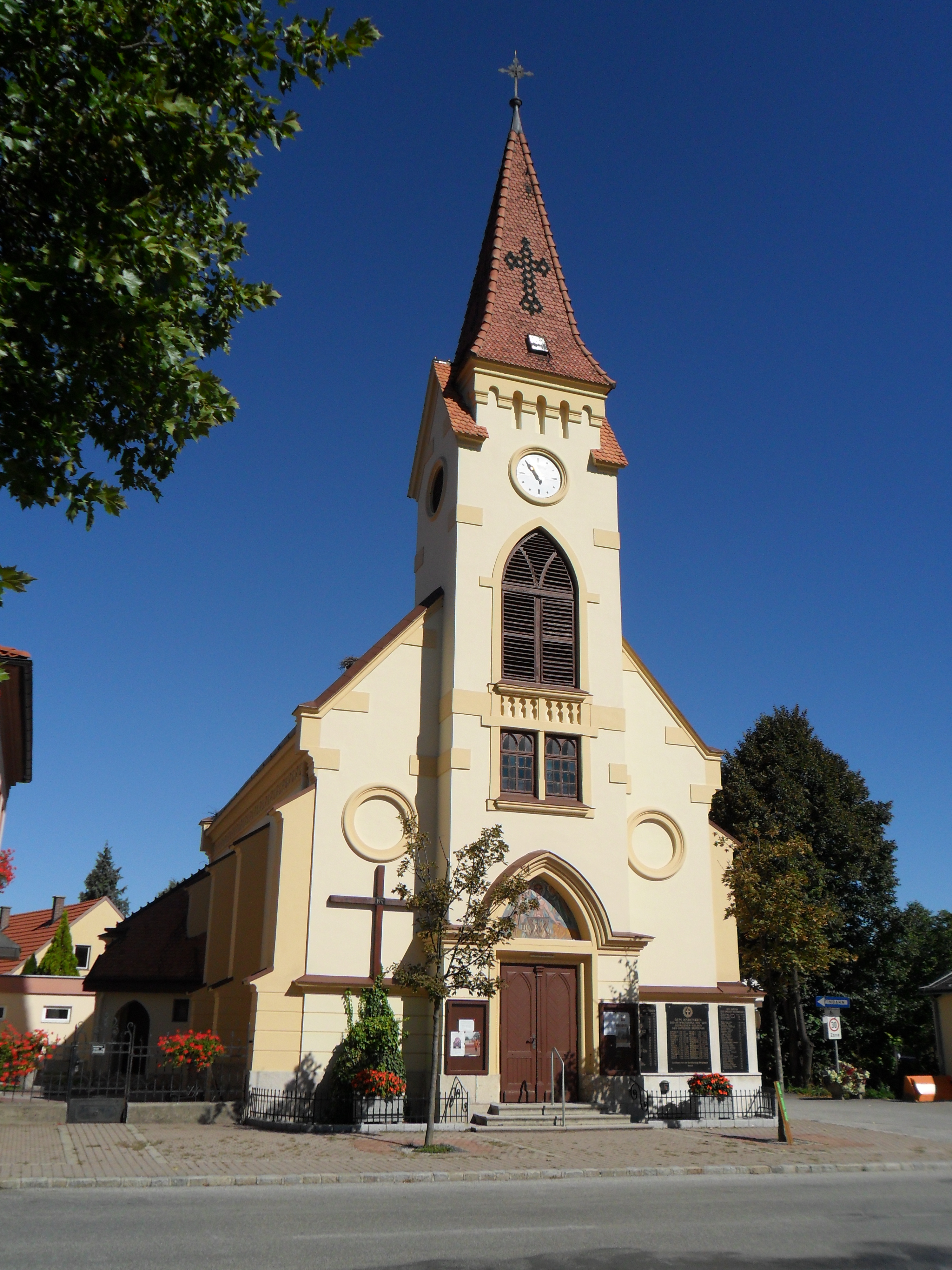
Filialkirche Breitenau am Steinfeld

- Katholische Filialkirche Breitenau am Steinfeld hl. Veit
- Figurenbildstock Maria Immaculata
- Bürgerhaus am Kirchenplatz 1

## Wirtschaft und Infrastruktur

### Wirtschaftssektoren
Von den 18 landwirtschaftlichen Betrieben des Jahres 2010 wurden zwei im Haupt- und sechzehn im Nebenerwerb geführt. Die zwei Haupterwerbsbauern bewirtschafteten 56 Prozent der Flächen. Mehr als 300 Erwerbstätige des Produktionssektors arbeiteten im Bereich Herstellung von Waren. Die größten Arbeitgeber des Dienstleistungssektors waren die Bereiche soziale und öffentliche Dienste (27), Verkehr (15) und Beherbergung und Gastronomie (10 Mitarbeiter).
| Wirtschaftssektor            | Anzahl Betriebe | Anzahl Betriebe | Erwerbstätige | Erwerbstätige |
| Wirtschaftssektor            | 2011            | 2001            | 2011          | 2001          |
| ---------------------------- | --------------- | --------------- | ------------- | ------------- |
| Land- und Forstwirtschaft 1) | 18              | 25              | 13            | 8             |
| Produktion                   | 11              | 12              | 383           | 343           |
| Dienstleistung               | 40              | 25              | 80            | 68            |

1) Betriebe mit Fläche in den Jahren 2010 und 1999

### Arbeitsmarkt, Pendeln
Im Jahr 2011 lebten 739 Erwerbstätige in Breitenau. Davon arbeiteten 96 in der Gemeinde, fast neunzig Prozent pendelten aus.

### Öffentliche Einrichtungen
In Breitenau befindet sich  ein Kindergarten und eine Volksschule.

### Verkehr
- Eisenbahn: An der Nordgrenze der Gemeinde verläuft die Südbahn. Der nächste Bahnhof ist Neunkirchen in fünf Kilometer Entfernung.[11]
- Straße: Im Norden durchquert die Wiener Neustädter Straße B17 die Gemeinde, im Süden verläuft die Süd Autobahn A2.

## Politik

### Gemeinderat
| Der Gemeinderat hat 19 Mitglieder. - Mit den Gemeinderatswahlen in Niederösterreich 1990 hatte der Gemeinderat folgende Verteilung: 14 SPÖ, und 5 ÖVP. - Mit den Gemeinderatswahlen in Niederösterreich 1995 hatte der Gemeinderat folgende Verteilung: 14 SPÖ, und 5 ÖVP. - Mit den Gemeinderatswahlen in Niederösterreich 2000 hatte der Gemeinderat folgende Verteilung: 14 SPÖ, und 5 ÖVP. - Mit den Gemeinderatswahlen in Niederösterreich 2005 hatte der Gemeinderat folgende Verteilung: 14 SPÖ, und 5 ÖVP. - Mit den Gemeinderatswahlen in Niederösterreich 2010 hatte der Gemeinderat folgende Verteilung: 14 SPÖ, 4 ÖVP, und 1 FPÖ. - Mit den Gemeinderatswahlen in Niederösterreich 2015 hatte der Gemeinderat folgende Verteilung: 13 SPÖ, 5 ÖVP, und 1 FPÖ. - Mit den Gemeinderatswahlen in Niederösterreich 2020 hatte der Gemeinderat folgende Verteilung: 14 SPÖ, 4 ÖVP und 1 FPÖ. - Mit den Gemeinderatswahlen in Niederösterreich 2025 hat der Gemeinderat folgende Verteilung: 13 SPÖ, 5 ÖVP und 1 FPÖ. | Die zur Anzeige dieser Grafik verwendete Erweiterung wurde dauerhaft deaktiviert. Wir arbeiten aktuell daran, diese und weitere betroffene Grafiken auf ein neues Format umzustellen. (Mehr dazu) |

### Bürgermeister
- bis 2008 Rainer Schiel (SPÖ)
- bis 2023 Helmut Maier (SPÖ)
- seit 7. September 2023 Robert Kwas (SPÖ)[19]

## Persönlichkeiten
- Herbert Osterbauer (* 1958), Gastronom, Politiker und Bürgermeister von Neunkirchen
- Helmut Maier, ehemaliger Bürgermeister, Ehrenbürger (Verleihung 2023)[20]